# 阿克里兰迪亚
阿克里兰迪亚（葡萄牙语：Acrelândia），巴西阿克里州的一个市镇。总面积1 574.550平方公里，总人口12 538（2010年）。